# 4409 Kissling
4409 Kissling è un asteroide della fascia principale. Scoperto nel 1989, presenta un'orbita caratterizzata da un semiasse maggiore pari a 3,0357463 UA e da un'eccentricità di 0,0938361, inclinata di 5,36049° rispetto all'eclittica.